# Jiang Ranxin
Jiang Ranxin, född 2 maj 2000, är en kinesisk sportskytt.
Hon blev olympisk guldmedaljör i luftpistol vid sommarspelen 2020 i Tokyo.